# Villa San José de Vinchina
Villa San José de Vinchina é uma cidade da Argentina, localizada na província de La Rioja